# Ванин, Алексей Сергеевич
Алексей Сергеевич Ванин (род. 13 ноября 1954, Москва) — советский и российский актёр театра и кино, заслуженный артист России (1995).

## Биография
Алексей Ванин родился 13 ноября 1954 года в Москве, в детстве жил в Хлебном переулке. Дед был царским офицером-кавалеристом, который перешёл на сторону Красной армии. Играет в московском театре на Юго-Западе практически с момента его основания. Работает на телевидении в программах «Доходное место», «12,5 кресел».
Играет, как правило, трагикомический репертуар.

## Награды
- Заслуженный артист России (1995)
- Знак отличия «За безупречную службу городу Москве» XXX лет (20 мая 2015) — за многолетнюю плодотворную деятельность на благо города Москвы и его жителей.

## Работы в театре
- «Мастер и Маргарита» — Афраний, доктор Стравинский
- «Опера нищих» — Джонатан Пичем
- «Куклы» — Дон Хавьер
- «Ревизор» (1-редакция, возобновление 1999 г.) — Почтмейстер Шпекин и Трактирный слуга
- «Мастер и Маргарита» — Пилат
- «Аллегория» — Святослав
- «Требуется старый клоун» — Никколо
- «Старые грехи»
- «Чайка» (1-я редакция) — Дорн
- «Укрощение строптивой» (1-я редакция) — Люченцио
- «Мольер» — Захария Муаррон, архиепископ де Шаррон
- «Анна Каренина 2» — Алексей Каренин
- «J. Gay - Opera.ru» — Секретарь Пичема
- «Три сестры» — Тузенбах
- «Король умирает» — доктор
- «Гамлет» (1-я редакция) — Лаэрт
- «Дураки» — Леон Толчинский
- «Игроки» — Швохнев
- «Конкурс» — Альберт
- «Носороги» — Дюдар
- «Три цилиндра» — Дионисио
- «Свадьба Кречинского» («Дело») — Кречинский
- «Смерть Тарелкина» («Трилогия») — Ох Антиох Елпидифорович
- «Дракон» (1-я редакция) — Генрих
- «Трактирщица» — Кавалер Риппафратта
- «Женитьба» (1-я редакция) — Кочкарев и Анучкин
- «Игроки» — Глов-младший, Кругель и Утешительный
- «Жаворонок» — Варвик
- «Уроки дочкам» — Сидорка («Уроки дочкам»), Саша («Беда о нежного сердца»)
- «Самозванец» — Корешков
- «Сестры» — Марк
- «С днём рождения, Ванда Джун!» — Вудли
- «Ромео и Джульетта» — Парис
- «Страсти по Мольеру» (1-я редакция) — Валер и Маркиза Дуримена
- «Калигула» (1-я редакция) — Геликон
- «Русские люди» — Вернер
- «Агент 00» — Первый зам
- «Комната Джованни» — Отец Дэвида
- «Чайка» (2-я редакция) — Дорн
- «Слишком женатый таксист» — инспектор Портерхаус
- «Ромео и Джульетта» — Капулетти
- «На дне» — Клещ
- «Сон в летнюю ночь» — Тезей
- «Самоубийца» — Калабушкин

## Фильмография

### Художественное кино
- 1980 — Быстрее собственной тени — Рольф Шмидт, спортсмен
- 1980 — Ледяная внучка — эпизод (нет в титрах)
- 1988 — Воскресенье, половина седьмого — Олег Дмитриевич Круглянский, доктор биологических наук, друг Геннадия Борового
- 1989 — Возьми меня с собой — эпизод (нет в титрах)
- 1989 — Не сошлись характерами — Букреев, муж-диктатор
- 2001 — Школа Этуалей — Эдуард Модестович, дирижёр
- 2002 — Марш Турецкого 2 (фильм 10-й «Золотой выстрел») — Гоголев
- 2002 — Трио — Петрусь, "белорусские телевизоры"
- 2003 — Тотализатор — сантехник
- 2004 — Евлампия Романова. Следствие ведёт дилетант (2-й сезон, фильм 4-й «Гадюка в сиропе») — эпизод
- 2005 — Александровский сад — эпизод
- 2005 — Там, где кончается детство
- 2005—2006 — Люба, дети и завод… — Герман
- 2007 — Вся такая внезапная (16-я серия «Ставки сделаны»)
- 2007 — Май — Тихон Петрович
- 2007 — Приключения солдата Ивана Чонкина — Пахомов
- 2008 — Жизнь, которой не было — прокурор
- 2010 — Доктор Тырса (17-я серия) — Олег Семёнович, врач хоккейной команды
- 2011 — Папаши — врач